# 헥사플루오로인산
헥사플루오로인산(Hexafluorophosphoric acid)은 화학식이 H3OPF6인 무기화합물이다.

## 같이 보기
- 플루오로안티몬산